# О’Брайен, Маргарет
Маргарет О’Брайен (англ. Margaret O'Brien; урождённая Анджела Максин О’Брайен (англ. Angela Maxine O'Brien); род. 15 января 1937) — американская актриса, известная благодаря ролям, исполненным в детском возрасте.

## Биография
Анджела Максин О’Брайен родилась в калифорнийском городе Сан-Диего 15 января 1937 года. Её отец был циркачом и умер спустя пару месяцев после рождения дочери, а её мать, Глэдис Форрес, была знаменитой танцовщицей фламенко.
Впервые на большом экране она появилась в возрасте четырёх лет в фильме «Юнцы на Бродвее» (1941), а первый успех к ней пришёл спустя год, когда она сыграла главную роль в фильме «Путешествие Маргарет». В 1944 году она исполнила свою самую знаменитую роль — 6-летнюю Тутти в музыкальном ретрополотне «Встреть меня в Сент-Луисе». Это роль принесла юной Маргарет Молодёжную премию киноакадемии. Другие приметные роли О’Брайен сыграла в фильмах «Джейн Эйр», «Музыка для миллионов» (1944), «У нас растет нежный виноград» (1945), «Три мудрых дурака» (1946), «Негодяй Баскомб» (1946),  «Маленькие женщины» (1949) и «Тайный сад» (1949).
С началом 1950-х годов уже повзрослевшая Маргарет стала сниматься намного меньше, потому что её «взрослые» роли были уже не так популярны. Позднее она продолжала изредка появляться в кино и на телевидении. У неё были роли в сериалах «Театр 90», «Перри Мейсон», «Сыромятная плеть», «Доктор Килдэр», «Она написала убийство» и некоторых других.
Маргарет дважды была замужем. Её первым супругом был Гарольд Аллен Мл., брак с которым продлился с 1959 по 1968 год. В 1974 году она вышла замуж за Роя Торсена, от которого в 1977 году родила дочь.
Маргарет О’Брайен является обладательницей двух звёзд на Голливудской аллее славы — за свой вклад в кино и телевидение.

## Награды
- Оскар 1945 — «Молодёжная премия» («Встреть меня в Сент-Луисе»)